# Jari Tolsa
Pour les articles homonymes, voir Tolsa.
Jari Juha Tolsa (né le 20 avril 1981 à Göteborg en Suède) est un joueur professionnel de hockey sur glace suédo-finlandais. Son oncle Arto Tolsa était footballeur.

## Biographie

### Carrière en club
En 1999, il commence sa carrière avec le Frölunda HC dans l'Elitserien. La même année, il est choisi en quatrième ronde en 120e position par les Red Wings de Détroit lors du repêchage d'entrée dans la Ligue nationale de hockey. En 2003, il remporte le championnat de Suède. En 2006, il signe à l'Espoo Blues en SM-liiga puis passe un an en Suède à MODO hockey avant de revenir à l'Espoo Blues.

### Carrière internationale
Il représente la Suède en sélection senior depuis 2001.

## Statistiques
| Saison    | Équipe        | Ligue      |    | Saison régulière | Saison régulière | Saison régulière | Saison régulière | Saison régulière |   | Séries éliminatoires | Séries éliminatoires | Séries éliminatoires | Séries éliminatoires | Séries éliminatoires |
| Saison    | Équipe        | Ligue      | PJ | B                | A                | Pts              | Pun              | PJ               | B | A                    | Pts                  | Pun                  |                      |                      |
| 1999-2000 | Frölunda HC   | Elitserien | 10 | 0                | 0                | 0                | 0                |                  |   |                      |                      |                      |                      |                      |
| 2000-2001 | Frölunda HC   | Elitserien | 42 | 2                | 5                | 7                | 18               | 5                | 0 | 0                    | 0                    | 0                    |                      |                      |
| 2001-2002 | Frölunda HC   | Elitserien | 48 | 8                | 16               | 24               | 18               | 10               | 0 | 0                    | 0                    | 4                    |                      |                      |
| 2002-2003 | Frölunda HC   | Elitserien | 43 | 9                | 14               | 23               | 24               | 16               | 4 | 1                    | 5                    | 8                    |                      |                      |
| 2003-2004 | Frölunda HC   | Elitserien | 50 | 8                | 20               | 28               | 36               | 10               | 2 | 4                    | 6                    | 4                    |                      |                      |
| 2004-2005 | Frölunda HC   | Elitserien | 50 | 4                | 13               | 17               | 32               | 14               | 1 | 6                    | 7                    | 14                   |                      |                      |
| 2005-2006 | Frölunda HC   | Elitserien | 29 | 3                | 6                | 9                | 18               | 17               | 1 | 1                    | 2                    | 22                   |                      |                      |
| 2006-2007 | Espoo Blues   | SM-liiga   | 42 | 3                | 14               | 17               | 50               | 9                | 3 | 5                    | 8                    | 6                    |                      |                      |
| 2007-2008 | MODO hockey   | Elitserien | 52 | 5                | 6                | 11               | 87               | 5                | 0 | 0                    | 0                    | 2                    |                      |                      |
| 2008-2009 | Espoo Blues   | SM-liiga   | 30 | 1                | 5                | 6                | 22               | 13               | 2 | 4                    | 6                    | 35                   |                      |                      |
| 2009-2010 | Linköpings HC | Elitserien | 54 | 7                | 10               | 17               | 56               | 9                | 0 | 2                    | 2                    | 2                    |                      |                      |
| 2010-2011 | Linköpings HC | Elitserien | 48 | 3                | 6                | 9                | 28               | 7                | 1 | 0                    | 1                    | 4                    |                      |                      |
| 2011-2012 | Frölunda HC   | Elitserien | 42 | 8                | 12               | 20               | 45               | 6                | 1 | 1                    | 2                    | 4                    |                      |                      |
| 2012-2013 | Frölunda HC   | Elitserien | 52 | 5                | 8                | 13               | 16               | 5                | 0 | 0                    | 0                    | 0                    |                      |                      |
| 2013-2014 | Graz 99ers    | EBEL       | 7  | 1                | 1                | 2                | 0                | -                | - | -                    | -                    | -                    |                      |                      |
| 2013-2014 | Varberg HK    | Division 2 | 23 | 11               | 17               | 28               | 14               | 12               | 2 | 7                    | 9                    | 32                   |                      |                      |
| 2014-2015 | Varberg HK    | Division 1 | 34 | 7                | 17               | 24               | 18               | -                | - | -                    | -                    | -                    |                      |                      |
| 2015-2016 | Varberg HK    | Division 1 | 11 | 3                | 1                | 4                | 14               | -                | - | -                    | -                    | -                    |                      |                      |